# Alternaria dichondrae
Alternaria dichondrae är en svampart som beskrevs av Gambogi, Vannacci & Triolo 1975. Alternaria dichondrae ingår i släktet Alternaria och familjen Pleosporaceae.   Inga underarter finns listade i Catalogue of Life.